# Kardinal

Wappen eines Erzbischofs im Kardinalsrang, erkennbar an dem roten Kardinalshut (Galero) mit 30 seitlichen Quasten (Fiocchi) sowie an dem erzbischöflichen (doppelten) Vortragekreuz

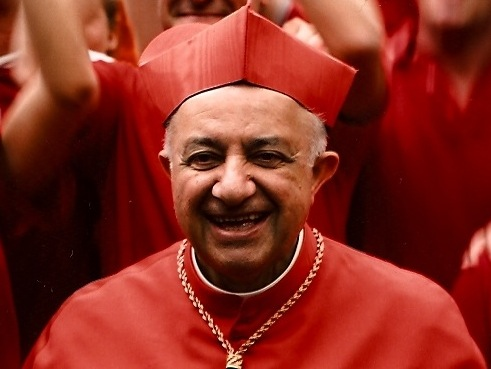
Der ehemalige mailändische Erzbischof Kardinal Dionigi Tettamanzi im Kardinalsornat (2008)

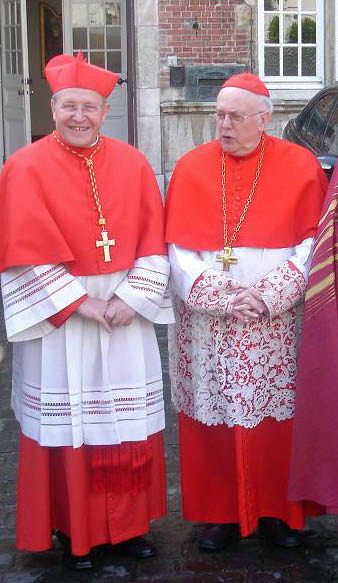
Walter Kardinal Kasper (links) und Godfried Kardinal Danneels in Chorkleidung (2008)

Kardinal ist ein Titel der römisch-katholischen Kirche und die ranghöchste Würde nach der des Papstes. Der auf Lebenszeit verliehene Kardinalstitel beruft den Träger zur besonderen Mitverantwortung an der Gesamtleitung der Kirche im Kardinalskollegium sowie der Römischen Kurie und berechtigt bis zur Vollendung des 80. Lebensjahres grundsätzlich zur Teilnahme an der Papstwahl.
Diözesanbischöfe mit Kardinalstitel nehmen diese Aufgaben zusätzlich zur Leitung ihres Bistums wahr, während Kurienkardinäle in leitender Funktion – vergleichbar mit einem Minister – an der Kurie in Rom tätig sind.
Das Kardinalskollegium ist in einer Ehrenrangfolge in drei Kardinalsklassen gegliedert, sein Vorsitzender ist der Kardinaldekan. Von den derzeit 248 Kardinälen wären 130 in einem Konklave wahlberechtigt (Stand: 8. August 2025).

## Herkunft des Begriffs
Der Ausdruck Kardinal kommt zum einen vom lateinischen cardinalis „wichtig, vorzüglich“ (abgeleitet aus cardo „Türangel, Dreh- und Angelpunkt“); zum anderen bezieht er sich ursprünglich auf einen an einer römischen Hauptkirche (cardo) – auch außerhalb Roms – angestellten Geistlichen (incardinatus cardinalis), dem eine Kirche oder Diakonie als Titelkirche (tituli cardinales) in Rom anvertraut ist.
Es handelt sich um die älteste kirchliche Ehrenfunktion, die unmittelbar auf den Papst, den Summus Pontifex, folgt. Kardinäle sind somit die nach dem Papst höchsten Würdenträger, diese Kardinalswürde wird auch als Kardinalat bezeichnet. Sie geht auf die Zeit der Alten Kirche zurück. Bereits die Symmachianischen Fälschungen, die um 500 zugunsten von Symmachus I. angefertigt wurden, sprechen von presbyteri et diaconi cardinales. Die Funktion als Kardinal kann traditionell mit einem kirchlichen Amt verbunden sein, z. B. Kardinalstaatssekretär. Ferner bedeutet das Kardinalat die Aufnahme in den stadtrömischen Klerus und als „Prinzen des Papstes“ in den Adelsstand (siehe Adelstitel).

## Titel und Anrede
Der volle Titel lautet Sanctae Romanae Ecclesiae Cardinalis („Kardinal der Heiligen Römischen Kirche“), was in kirchlichen Schreiben und Urkunden meist mit S. R. E. Cardinalis abgekürzt wird. Die Kardinäle der orientalischen Kirchen führen den Titel Sanctae Ecclesiae Cardinalis, da sie nicht zum römischen Klerus gehören.
Als Namensbestandteil wird in der römisch-katholischen Kirche das Wort Kardinal üblicherweise zwischen den Vor- und den Familiennamen gestellt. Die protokollarische Anrede lautet „(Eure) Eminenz“.

## Kirchenrechtliche Bestimmung
Die Kardinalswürde wird vom Papst nach seinem Ermessen verliehen. Männer, die zu Kardinälen erhoben werden sollen, müssen seit 1917
wenigstens die Priesterweihe empfangen haben; wer noch nicht Bischof ist, muss die Bischofsweihe empfangen (351, § 1  CIC). Seit dem Apostolischen Schreiben Cum gravissima Papst Johannes' XXIII. vom 15. April 1962 werden in der Regel nur Bischöfe zu Kardinälen ernannt. In der gegenwärtigen Praxis gibt es Ausnahmen, z. B. wenn Kardinäle bei ihrer Ernennung bereits ein hohes Alter erreicht haben. Der Papst kann dann auf Wunsch des angehenden Kardinals diesen von der Verpflichtung zur Bischofsweihe dispensieren. Diese Ausnahme trifft derzeit auf Ernest Simoni, Raniero Cantalamessa, Gianfranco Ghirlanda und Timothy Radcliffe zu.
Der letzte Kardinal, der als Laie kreiert wurde, war Theodolfo Mertel (1806–1899); er wurde allerdings anschließend zum Subdiakon geweiht und gehörte damit dem Klerikerstand an. 
Der Papst ist nicht verpflichtet, den Namen des von ihm ernannten Kardinals bekannt zu geben; in solchen Fällen spricht man von einem Kardinal in pectore. Diese Vorgangsweise wird regelmäßig bei Kardinälen aus Ländern gewählt, in denen die Kirche verfolgt wird. Die Namen der in pectore kreierten Kardinäle können vom Papst zu einem späteren Zeitpunkt bekanntgegeben werden, wie es 1991 bei Ignatius Kung Pin-Mei geschah. Andere Kardinäle wurden namentlich nie bekannt, wie ein Kardinal, der 2003 von Papst Johannes Paul II. in pectore ernannt wurde.
Die Kardinalserhebung, auch Kardinalskreierung, geschieht nach geltendem Kirchenrecht (CIC 1983) durch ein Dekret des Papstes, das vor dem Kardinalskollegium verkündet wird. In jüngerer Zeit erfolgt sie durchweg in einem feierlichen, öffentlichen, außerordentlichen Konsistorium. Von da an haben die betreffenden Personen alle Rechte und Pflichten eines Kardinals.
Man unterscheidet drei Klassen (ordines):
- Kardinalbischöfe
- Kardinalpriester
- Kardinaldiakone

Die Kardinäle bilden das Kardinalskollegium der römisch-katholischen Kirche unter der Leitung des Kardinaldekans; dieses Amt wird seit Januar 2020 von Giovanni Battista Kardinal Re bekleidet. Die Kardinäle werden vom Papst ernannt und feierlich in einem Konsistorium „kreiert“ (Kardinalserhebung). Sie sind seine unmittelbaren Gehilfen in der Leitung der Gesamtkirche. Die wahlberechtigten Kardinäle wählen im Falle einer Vakanz des Apostolischen Stuhles im Konklave den neuen Papst. Wahlberechtigt sind gemäß dem Motu Proprio „Ingravescentem aetatem“ (lateinisch mit zunehmendem Alter) von Papst Paul VI. vom 21. November 1970 alle Kardinäle, die am Tag vor Beginn der Vakanz das 80. Lebensjahr noch nicht vollendet haben. Die Höchstzahl der wahlberechtigten Kardinäle darf seit einer von Paul VI. erlassenen und am 22. Februar 1996 durch Papst Johannes Paul II. bestätigten Regelung nicht mehr als 120 betragen. Diese Zahl wurde durch diverse Konsistorien immer wieder überschritten. Die erste Sedisvakanz, bei deren Eintritt mehr als 120 Kardinäle wahlberechtigt waren, fand nach dem Tod von Franziskus statt. Beim anschließenden Konklave 2025 waren 133 Kardinäle (von 135 Wahlberechtigten) anwesend. 
Zuweilen bezeichnet der Begriff Kardinalat auch den Zeitraum, in welchem eine Person die Würde eines Kardinals innehat („Amtszeit“), in der Regel vom Tage der Kardinalskreierung durch den Papst bis zum Tode. Die Kardinalswürde kann mit Erlaubnis des Papstes niedergelegt oder von ihm aberkannt werden. Dies ist in der Geschichte der Kardinäle bislang allerdings nur sehr selten geschehen, siehe bspw. Louis Billot und Guillaume Briçonnet. Für eine historische Übersicht siehe Verlust der Kardinalswürde. Im Juli 2018 legte Theodore McCarrick nach Missbrauchsvorwürfen sein Kardinalat nieder, was Papst Franziskus umgehend annahm. Am 24. September 2020 verzichtete Angelo Kardinal Becciu auf alle mit dem Kardinalsamt verbundenen Rechte, ohne aus dem Kardinalskollegium auszuscheiden.

## Historisches
Seit dem 4. Jahrhundert wurde der Bischof von Rom vom Klerus der Titelkirchen der Stadt Rom, d. h. der ersten Pfarreien, in seinen liturgischen Aufgaben unterstützt. Zunehmend wurden sie auch zu Beratern des Papstes. Ab dem achten Jahrhundert ist für diese Priester und Diakone die Bezeichnung cardinalis belegt. Bis heute ist jedem Kardinal eine Titelkirche in bzw. (im Fall der suburbikarischen Bistümer) bei Rom zugeordnet. Somit gehören Kardinäle auch zum Klerus der Stadt Rom. Seit dem Papstwahldekret aus dem Jahr 1059 wählen ausschließlich die Kardinäle den Papst.
Ab dem 11. Jahrhundert bildete sich allmählich ein strukturiertes Kardinalskollegium heraus, das auch immer mehr Einfluss auf die Kirchenführung nahm. Ein Beispiel dafür ist der Kardinalbischof Humbert von Silva Candida, der 1054 die Exkommunikation des byzantinischen Patriarchen Michael Kerullarios betrieb. Die Päpste nahmen jetzt auch mehr Kardinalskreierungen vor. Besonders unter Urban II. und Paschalis II. – Letzterer ernannte mehr als 70 Kardinäle – spielte das Kardinalskollegium eine immer einflussreichere Rolle, was auch an Paschalis’ Konflikt mit Kaiser Heinrich V. lag. Eine ihrer wesentlichen Aufgaben war, als Legaten zwischen der römischen Kurie und dem Rest der Christenheit zu vermitteln.
Während des Großen Abendländischen Schismas (1378–1417) wurden Kardinäle oft ernannt, um die eigene Obödienz zu stärken. Dies zeigte sich auch deutlich unter Urban VI.: Nur fünf Monate nach seiner Wahl zum Papst ernannte er 26 neue Kardinäle, die meisten davon Italiener. Damit zeichnete sich eine erste „Italianisierung“ des Kardinalskollegiums ab, die gegen Ende des 15. Jahrhunderts endgültig Gestalt annahm und ab dann bis ins 20. Jahrhundert anhielt.

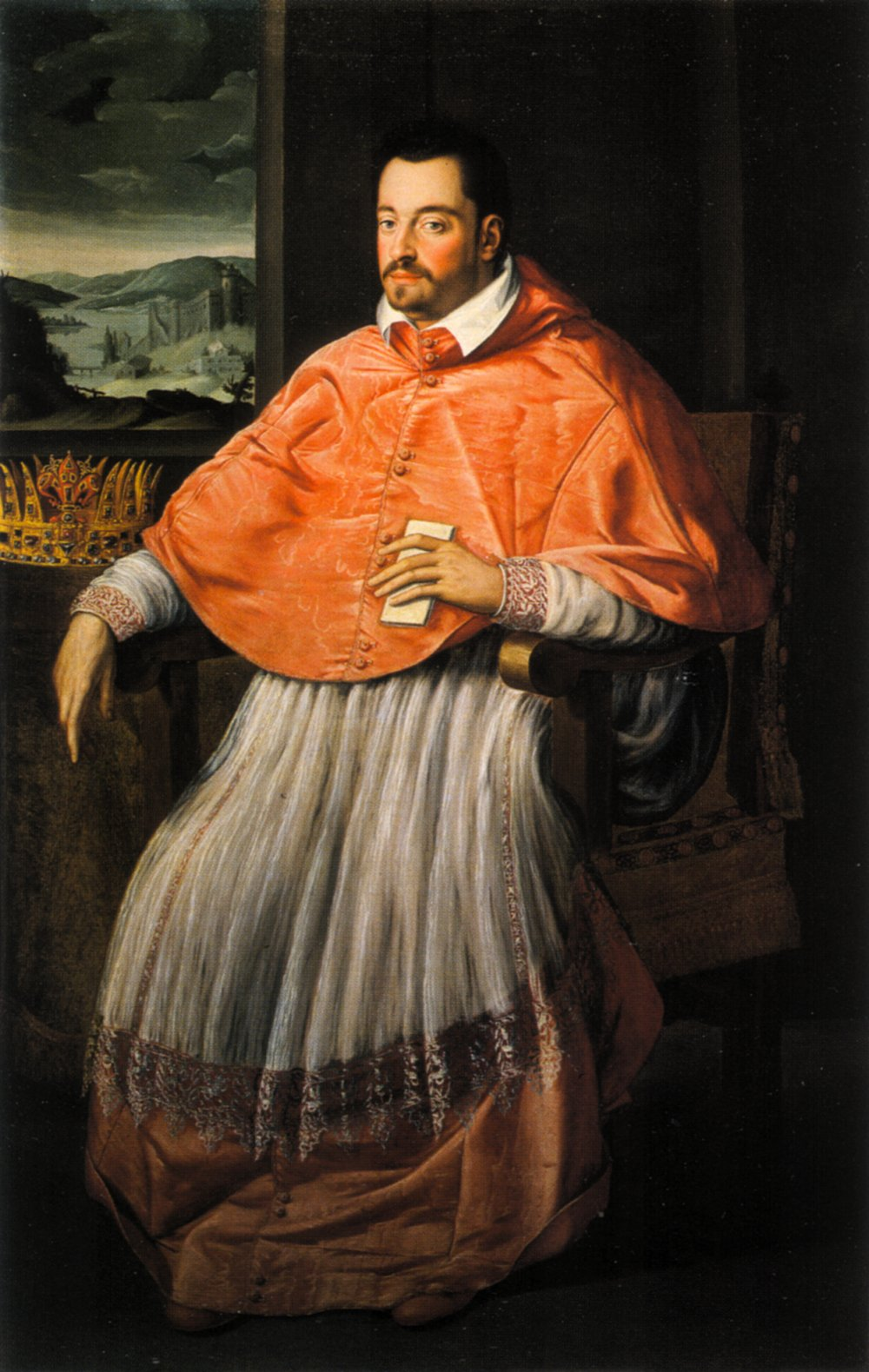
Ferdinand I. de’ Medici gehörte zu den Kardinälen, die Laien waren (Gemälde von Alessandro Allori, 1588)

Die Vergabe von Kardinalshüten war insbesondere in der Frühen Neuzeit ein Mittel, mit dem Päpste ihre Beziehungen zu den europäischen Fürstenhäusern pflegten und ihre freundschaftliche Beziehung zu anderen Staaten festigten. Seit Mitte des 15. Jahrhunderts war es in vielen Dynastien Europas üblich, dass ein Sohn oder ein Bruder des regierenden Fürsten zum Kardinal ernannt wurde. Ein Beispiel für eine solche Kardinalsernennung ist die des spanischen Königssohnes Kardinalinfant Ferdinand im Jahre 1619. Die Familie Borghese, der der ernennende Papst Paul V. angehörte, erhielt im Gegenzug dafür einen spanischen Adelstitel. Ähnliches gilt auch für das Königreich Polen, für die Habsburger, das Königreich Portugal sowie die Lothringer. Auch die großen Adelsgeschlechter Italiens wie die Medici, die Farnese, die Gonzaga oder die d’Este waren im Kardinalskollegium vertreten. Gelegentlich empfingen diese sogenannten „dynastischen“ Kardinäle wie beispielsweise Kardinal Maurizio di Savoia oder Francesco Maria Farnese noch nicht einmal kirchliche Weihen. Ihnen stand damit die Möglichkeit offen, in den weltlichen Stand zurückzukehren, wenn dies aus dynastischen Gründen sinnvoll erschien. Zwischen dem 16. und dem 18. Jahrhundert kam es insgesamt zwölf Mal vor, dass Kardinäle in den weltlichen Stand zurückkehrten. Zu ihnen zählt Cesare Borgia, der den sogenannten „Kardinalnepoten“ zugerechnet wird, sowie etwa zehn Kardinäle, bei denen die familiäre Erbfolge für den Rücktritt ausschlaggebend war. Dazu zählen Ferdinando de’ Medici, der nach dem Tod seines Bruders 1589 Herrscher von Florenz wurde und Christine von Lothringen heiratete. Albrecht VII. war Sohn von Kaiser Maximilian II. und legte nach zwölf Jahren sein Kardinalat nieder. Ferdinando Gonzaga gab 1615 seinen Kardinalshut zurück, nachdem sein älterer herzoglicher Bruder 1612 ohne männlichen Erben gestorben war. Kardinalsernennungen wie die des Carlo Emanuele Pio di Savoia waren gelegentlich auch eine Notwendigkeit für die Kurie, um ihre Herrschaftsansprüche im päpstlichen Territorium durchzusetzen.
Umgekehrt schlugen Fürsten ihnen genehme Personen dem Papst zur Auszeichnung mit dem Kardinalshut vor. Diese Personen werden als Kronkardinäle oder Nationalkardinäle bezeichnet und waren meist dem Fürsten mehr verbunden als dem jeweiligen Papst. Kardinäle, die man als typische Kronkardinäle bezeichnen kann, sind beispielsweise die Spanier Bernardo de Sandoval y Rojas und Antonio Zapata y Cisneros. Männer des niederen Adels oder Nichtadlige stiegen durch die Kardinalswürde zum gleichen Rang auf wie Herzöge und andere Mitglieder des Hochadels. Daher konnten sie nur in dieser Position Regierungschefs werden. Beispiele hierfür sind Jules Mazarin, der Sohn eines Hutmachers aus Palermo, der von 1642 bis zu seinem Tod 1661 regierender Minister des Königreichs Frankreich war, und Giulio Alberoni, der als Sohn eines Gartenarbeiters von 1715 bis 1719 Premierminister von Spanien war.
Die Kardinalsernennung als politisches Herrschaftsinstrument des Papstes verlor erst in der Folge des Westfälischen Friedens von 1648 ihre Bedeutung, als sich die Politik zusehends entkonfessionalisierte. Die Vertretung im Kardinalskollegium in Rom als politischer sowie religiöser Machtfaktor wurde für die europäischen Herrscherhäuser zunehmend uninteressant. Kardinäle wie etwa Angelo Giori, die aus einfachen Verhältnissen stammten, blieben innerhalb der kurialen Führungszirkel in dieser Zeit misstrauisch beäugte Außenseiter, deren Wirkungskreis häufig in informellen Bereichen zu finden war. Bis 1870 waren die Päpste jedoch nicht nur Oberhaupt der katholischen Kirche, sondern auch Landesherren des Kirchenstaates, der von Bologna und Ferrara im Norden bis nach Benevent im Süden reichte. Zwischen den Kardinälen finden sich daher auch Verwaltungsbeamte, deren Fachgebiet eher die Jurisprudenz als die Theologie war. Beispielhaft für die Karriere eines Verwaltungsfachmanns und Diplomaten ist die des Fabrizio Spada, der gegen Ende des 17. Jahrhunderts eine Zeit lang als Kardinalstaatssekretär diente. Ein ähnliches Beispiel ist der zur selben Zeit tätige Giuseppe Renato Imperiali, der unter den Päpsten Clemens XI. bis Clemens XII. wichtige Regierungsämter im Kirchenstaat innehatte, jedoch an religiösen Themen kaum interessiert war.

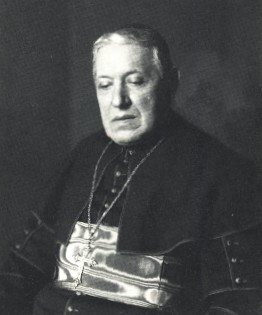
Mariano Rampolla del Tindaro, einer der einflussreichsten Kardinäle des ausgehenden 19. Jahrhunderts

Während der Zeit des französischen Kaisers Napoleons sank der politische Einfluss der Kardinäle; er ließ sogar mehrere Kardinäle (unter anderem Alessandro Mattei, Carlo Oppizzoni und Giulio Maria della Somaglia), die die Anerkennung seiner zweiten Eheschließung mit Erzherzogin Marie-Louise von Österreich verweigerten, festsetzen und untersagte ihnen das Tragen der roten Gewänder („schwarze Kardinäle“). Keine fünfzig Jahre später war auch ihr kirchlicher Einfluss gesunken. Pius IX. etwa bezeichnete die Kardinäle als „nutzlose Berater“. Unter Pius’ Nachfolger Leo XIII. hatten sie keinen Einfluss auf die päpstliche Politik. Eine Ausnahme hiervon dürfte der Kardinalstaatssekretär Mariano Rampolla del Tindaro sein.
Ab dem 19. Jahrhundert gab es im Kardinalskollegium besonders die Unterteilung in die sogenannten Zelanti, die die geistlichen Belange in den Vordergrund stellten, und die Politicanti, bei denen es sich eher um Diplomaten handelte. Beispiele für Zelanti sind Rafael Merry del Val y Zulueta und Prospero Caterini, zu den Politicanti zählten Kardinäle wie Mariano Rampolla del Tindaro, Giuseppe Albani und Ercole Consalvi.
Während zuvor ausnahmslos Europäer zu Kardinälen kreiert wurden, änderte sich das im späten 19. Jahrhundert. 1875 nahm Pius IX. mit dem Erzbischof von New York, John McCloskey, zum ersten Mal einen Amerikaner ins Kardinalskollegium auf, doch blieb eine solche Ernennung zunächst eine Ausnahme. Seit dem 20. Jahrhundert, insbesondere seit dem Pontifikat Pius’ XII. (1939–1958) wurden regelmäßig Kardinäle ernannt, die nicht aus Europa stammten. Damit endete die Zeit der italienischen, später auch der europäischen Vorherrschaft im Kardinalskollegium.
Unter Pius XII. änderte sich auch die Struktur der Kardinalskreierungen: Während vorher mehrmals im Jahr wenige Kardinäle neu ernannt wurden, wird seitdem in größerem Zeitabstand eine Vielzahl von Kardinälen kreiert. Pius XII. kreierte in seinem ersten Konsistorium 1946 32 Kardinäle, in seinem zweiten 1953 24. Somit stieg natürlich auch die Gesamtzahl der kreierten Kardinäle. Johannes Paul II. (1978–2005) brachte es beispielsweise auf 231 Kardinalskreierungen. Das Kardinalskollegium vergrößerte sich dadurch ebenfalls; während es sich beim Konklave 1939 aus 62 Kardinälen zusammensetzte, lebten zum ersten Konklave des Jahres 1978 bereits 129 Kardinäle.

## Kleidung

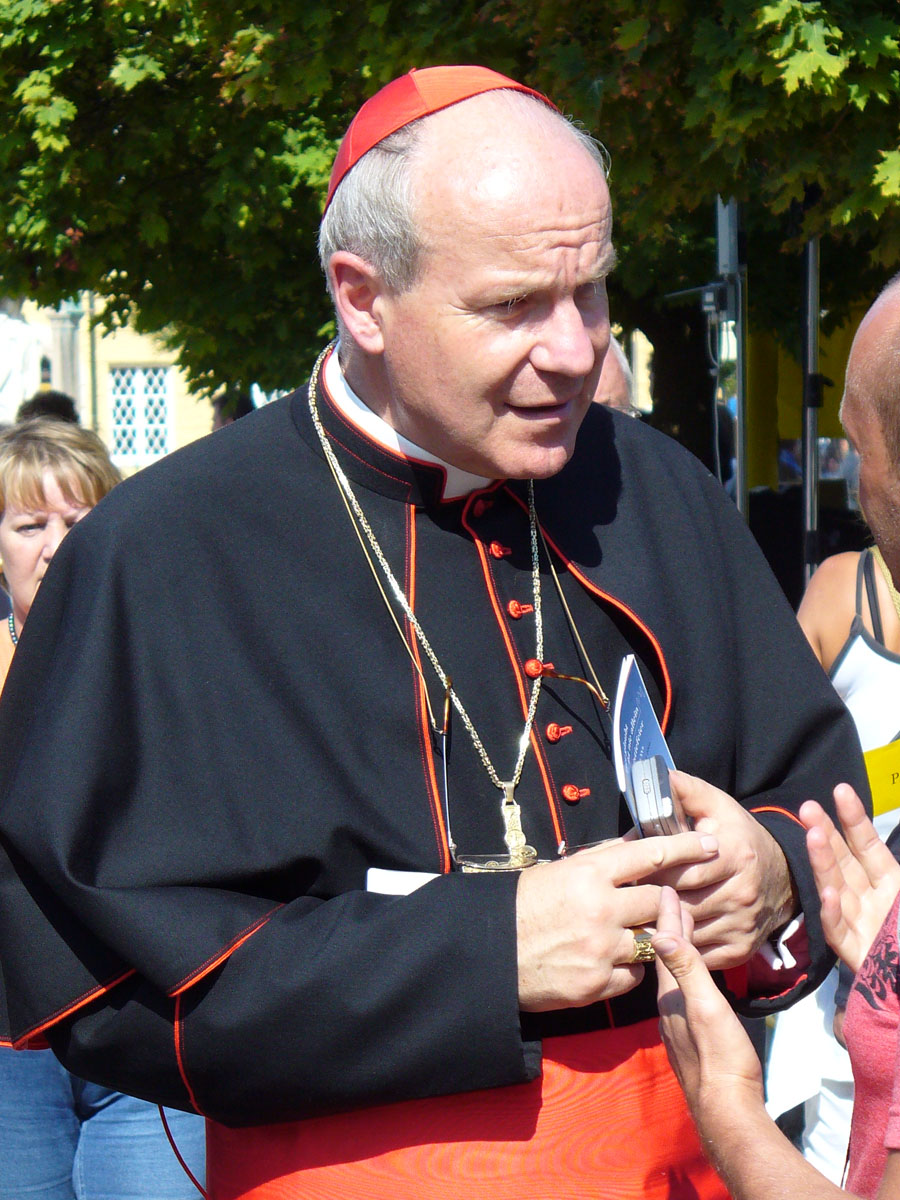
Christoph Kardinal Schönborn in Soutane mit rotem Zingulum und Pileolus (2006)

Kardinäle tragen einen besonderen Kardinalsring sowie zu liturgischen Anlässen als Chorkleidung eine scharlachrote Soutane (porpora), die Mozetta sowie das Birett, das mit dem Kardinalsring in einer besonderen Zeremonie vom Papst verliehen wird. Hinzu kommen das Zingulum und der Pileolus aus roter Moiréseide. Die rote Farbe soll die Würde des Amtes zum Ausdruck bringen und darauf hinweisen, dass die Träger dieser Würde bereit sein sollen, „sogar bis zum Vergießen des eigenen Blutes“ für den christlichen Glauben einzustehen. Außerhalb der Liturgie trägt der Kardinal eine schwarze Soutane mit roter Paspelierung (Nahtbesatz) und roten Knöpfen. Des Weiteren trugen die Kardinäle früher beim Tod des Papstes und zum darauf folgenden Konklave eine Soutane in einem fast violett wirkenden dunklen Purpur zur Chorkleidung; der Pileolus und das Birett blieben jedoch scharlachrot. Der früher übliche große Kardinalshut mit 15 zu den Seiten herabhängenden roten Quasten (fiocchi) wurde 1969 von Paul VI. abgeschafft und erscheint heute nur noch im Wappen eines Kardinals.

## Recht und Ehrenrechte des Kardinals
Der Kardinal besitzt das Recht, in seiner eigenen Kirche begraben zu werden, er kann überall in der Welt das Bußsakrament spenden, er darf (bei Verfehlungen gegen das kirchliche Recht) nur vor das Gericht des Papstes gezogen werden und kann den Ort zur Zeugenvernehmung selbst bestimmen. Über seine Titelkirche übt er keinerlei Leitungsgewalt aus, wohl aber beratende Schirmherrschaft.
Zu den Ehrenrechten gehören der sogenannte „Kardinalspurpur“, der in Wirklichkeit scharlachrot ist, und seit 1630 die Anrede „Eminenz“. Der Titel „Kardinal“ wird zwischen Vor- und Nachnamen geführt.
Nachdem der Kirchenstaat 1870 in das Königreich Italien eingegliedert worden war, wurde durch die Lateranverträge vom 11. Februar 1929 die volle Souveränität des Papstes über den „Staat der Vatikanstadt“ (Città del Vaticano) anerkannt. Danach entspricht auch der Rang der Kardinäle dem von Prinzen regierender Häuser.

## Aktuelle Diskussionen
Die spanische Kirchenrechtlerin Carmen Pena, Professorin an der Päpstlichen Universität Comillas in Madrid, sagte im April 2025 in einem Interview, dass das Kardinalsamt für männliche und weibliche Laien geöffnet werden solle; entscheidend sei dabei nicht der bischöfliche, priesterliche oder weltliche Status, sondern die stellvertretende Vollmacht, die sie vom Papst erhielten. Pena regte eine „ernsthafte lehrmäßige Untersuchung“ des Themas an und verwies dabei auf die von Papst Franziskus vorgenommene Kurienreform, durch die die Möglichkeit eröffnet wurde, dass ein Dikasterium der Römischen Kurie auch von einer nicht geweihten Person geleitet werden kann.

## Traditionelle Bischofssitze mit Kardinalswürde
An einigen Bischofssitzen wie beispielsweise Köln, München-Freising oder Wien wird der Diözesanbischof üblicherweise zum Kardinal erhoben. Diese Tradition begründet jedoch keinen Anspruch auf die Kardinalswürde. Papst Franziskus hat vielfach mit dieser Tradition gebrochen und den Inhabern solcher Bischofssitze den Kardinalsrang nicht verliehen.

## Verlust der Kardinalswürde
Neben dem natürlichen Verlust der Kardinalswürde mit einer Wahl zum Papst und dem Ableben gibt es nur zwei weitere Möglichkeiten, die Kardinalswürde zu verlieren: mit Rücktritt oder Absetzung. Von beiden wird nur selten Gebrauch gemacht.

### Rücktritt
Kardinäle können den Papst auch um ihren Rücktritt bitten.
15. Jahrhundert
- Johann Grünwalder (Pseudokardinal)
- Otón de Moncada i de Luna (Pseudokardinal)
- Wincenty Kot z Dębna (Pseudokardinal)
- Bartolomeo Vitelleschi (Pseudokardinal)
- Ardicino della Porta, iuniore
- Cesare Borgia

16. Jahrhundert
- Ferdinando I. de’ Medici
- Albrecht von Habsburg
- Fernando de Toledo Oropesa

17. Jahrhundert
- Maurizio di Savoia
- Ferdinando Gonzaga
- Camillo Francesco Maria Pamphilj
- Jan Kazimierz Waza, SJ
- Francesco Maria de’ Medici
- Rinaldo d’Este

18. Jahrhundert
- Gabriele Filippucci
- Luis de Borbón y Farnesio
- Vincenzo Maria Altieri
- Étienne Charles de Loménie de Brienne
- Tommaso Antici

19. Jahrhundert
- Marino Carafa di Belvedere
- Carlo Odescalchi

20. Jahrhundert
- Louis Billot, SJ[24]

21. Jahrhundert
- Keith Patrick O’Brien[25]
- Theodore McCarrick[26]
- Giovanni Angelo Becciu

### Absetzung
In der Geschichte der katholischen Kirche wurden auch einige Kardinäle abgesetzt.; der letzte abgesetzte Kardinal war bisher Niccolò Coscia, dessen Absetzung 1733 erfolgte.
9. Jahrhundert
- Anastasius Bibliothecarius

11. Jahrhundert
- Cosma

12. Jahrhundert
- Pietro Pierleoni, OSBClun
- Crescenzio
- Sasso
- Pietro Gherardescha
- Gilles de Paris, OSBClun
- Gregorio Conti
- Gregorio

14. Jahrhundert
- Pietro Pileo di Prata
- Galeotto Tarlati de Petramala
- Bartolomeo Mezzavacca
- Adam Easton, OSB
- Landolfo Maramaldo

15. Jahrhundert
- Raffaele Sansoni Riario
- Federico di Sanseverino
- Bernardino López de Carvajal
- Guillaume Briçonnet
- Francisco de Borja

16. Jahrhundert
- Adriano Castellesi
- René de Prie
- Bandinello Sauli
- Alfonso Petrucci
- Odet de Coligny de Châtillon
- Carlo Carafa

17. Jahrhundert
- Giovanni Vincenzo Gonzaga
- Nicolas François de Lorraine-Vaudémont

18. Jahrhundert
- Niccolò Coscia

## Derzeitige Kardinäle aus deutschsprachigen Ländern

### Deutschland
- Friedrich Kardinal Wetter (* 1928), emeritierter Erzbischof von München und Freising (1982–2007), Kardinal seit 1985
- Walter Kardinal Kasper (* 1933), Kurienkardinal, ehemaliger Präsident des Päpstlichen Rates zur Förderung der Einheit der Christen, Kardinal seit 2001
- Reinhard Kardinal Marx (* 1953), Erzbischof von München und Freising seit 2008, Kardinal seit 2010
- Walter Kardinal Brandmüller (* 1929), Kirchenhistoriker und früherer Chefhistoriker des Vatikans, Kardinal seit 2010
- Rainer Maria Kardinal Woelki (* 1956), Erzbischof von Köln seit 2014, Erzbischof von Berlin 2011–2014, Kardinal seit 2012
- Gerhard Ludwig Kardinal Müller (* 1947), ehemaliger Präfekt der Kongregation für die Glaubenslehre, Kardinal seit 2014

### Österreich
- Christoph Kardinal Schönborn OP (* 1945), emeritierter Erzbischof von Wien (1995–2025) und Vorsitzender der Österreichischen Bischofskonferenz (1998–2020), Kardinal seit 1998

### Schweiz
- Kurt Kardinal Koch (* 1950), Präfekt des Dikasteriums zur Förderung der Einheit der Christen (seit 2010), Bischof von Basel (1995–2010), Kardinal seit 2010
- Emil Paul Kardinal Tscherrig (* 1947), Apostolischer Nuntius in Italien, Kardinal seit 2023